# Еугениу Ботез
Еугениу Ботез (на румънски: Eugeniu Botez) е румънски писател на произведения в жанра морски роман. Пише под псевдонима Жан Барт (Jean Bart).

## Биография и творчество
Еугениу Ботез е роден на 28 ноември 1874 г. в Бурдужени, сега кв. на Сучава, Румъния, в семейството на Панаит Ботез, капитан и пламенен юнионист, и Смаранда. През 1896 г. завършва средното училище и се записва във Военноморската школа. Получава ранг на морски офицер и изпълнява различни административни функции във военноморските кораби и пристанища. Към края на живота си е комендант на пристанището на град Сулина.
От 1900 г. публикува свои статии и доклади във вестници и списания използвайки псевдонима Жан Барт, с който остава известен. Псевдонимът му е заимстван от известния фламандски пират Жан Барт от 17 век.
През 1901 г. публикува морският си дневник „Jurnal de bord“. С него става първият румънски писател, автор на произведения на морска тематика. През 1923 г. е издаден първият му роман „Prințesa Bibița“.
От 1922 г. Ботез е член кореспондент на Румънската академия на науките.
През 1933 г. е публикуван романът му „Черната сирена“, в който описва бъдещото западане на град Сулина. През 2009 г. режисьорът Костадин Бонев и сценаристът Влади Киров правят документалния филм „Европолис, градът на делтата“ въз основа на романа и действителното западане на града и пристанището през годините. 
Еугениу Ботез умира на 12 май 1933 г. в Букурещ.

## Произведения

### Самостоятелни романи
- Prințesa Bibița (1923)
- În Deltă... (1925)
- Peste Ocean (1926)
- Însemnări și amintiri (1928)
- Pe drumuri de apă (1931)
- Europolis (1933)
Черната сирена, изд.: Георги Бакалов, Варна (1974)

### Документалистика
- Jurnal de bord (1901)
- Datorii uitate (1916) – военни мемоари
- În cușca leului (1916) – военни мемоари